# Докторце
Докторце (пол. Doktorce) — село в Польщі, у гміні Сураж Білостоцького повіту Підляського воєводства.
Населення — 228 осіб (2011).
У 1975-1998 роках село належало до Білостоцького воєводства.

## Демографія
Демографічна структура станом на 31 березня 2011 року:
|          | Загалом | Допрацездатний вік | Працездатний вік | Постпрацездатний вік |
| -------- | ------- | ------------------ | ---------------- | -------------------- |
| Чоловіки | 116     | 18                 | 70               | 28                   |
| Жінки    | 112     | 22                 | 48               | 42                   |
| Разом    | 228     | 40                 | 118              | 70                   |